# Hedeskoga
Hedeskoga – miejscowość (tätort) w Szwecji, w regionie administracyjnym (län) Skania, w gminie Ystad.
Według danych Szwedzkiego Urzędu Statystycznego liczba ludności wyniosła: 273 (31 grudnia 2015), 262 (31 grudnia 2018) i 257 (31 grudnia 2019).